# 阿部美樹志
阿部 美樹志（あべ みきし、1883年5月4日 - 1965年2月20日）は、日本の建築家および土木技術者。旧姓は菅原。大正から昭和時代にかけて活躍した。日本最初の鉄筋コンクリート高架鉄道の設計者。通称コンクリート博士。日本の鉄筋コンクリート工学の開祖。また、阪急阪神東宝グループの建物、RC造の多くの構造物、建築物をつくり続けた。アメリカで鉄筋コンクリート構造学を修めた後も研究を続け、鉄道省での仕事、旧日比谷映画などの娯楽施設、工場建築などの設計に活かす。戦後は戦災復興院総裁として、住宅供給の甚本施策を提示した。勲二等瑞宝章受章。

## 来歴
岩手県一関市生まれ。岩手県一関尋常中学校(一回生)時代には、一関尋常高小学校から岩手県一関尋常中学校二年に編入を許され、三段跳びで三年生に進んだ浅利三朗と首席を争う。
1892年（明治25年）、同じく岩手出身の佐藤昌介が校長だった札幌農学校土木工学科に進学。学費の一部は叔父から援助を受けるが、自らも特待生となり勉学に励む。佐藤校長は阿部の学才を惜しみ、学校に残って助教授となるよう切望するも、留学を希望した阿部は丁寧に断り、1905年（明治38年）に、最優等で卒業し恩賜の銀時計を受ける。この銀時計は、後に学費援助をしてくれた叔父に贈り謝したという。
農学校卒業後、逓信省鉄道作業局入局。その後鉄道院に奉職。東京～万世橋間の高架橋など、鉄道施設設計に従事。このとき留学に意欲を燃やす阿部は、勉学上有利な中部鉄道管理局の新橋保線事務所設計係に転勤させてもらう。そして、官費留学には農商務省の海外練習生になるのが近道だと聞かされ、再び佐藤昌介に紹介状をもらい、商務局長の大久保利武に会い、「セメント工業と鉄筋コンクリート研究」という留学目的論文を出し練習生受験を懇願した。1911年（明治44年）には、農商務省海外練習生となった。
その後鉄道海外研究生として、アメリカのイリノイ大学大学院理論応用力学科に進学。朝5時に起き夜12時頃まで勉強する猛烈ぶりで、同大学で「鉄筋コンクリート結構に関する学理的研究」
（1914年）にてドクター・オブ・フィロソフィーの学位を取得し修了。
その後ドイツのハノーバー工科大入学を志しハンブルクに渡った。ハノーバー工科大でも鉄筋コンクリート工学を研究するが、ちょうど第一次世界大戦の最中であり、留学費が遅れがちとなる。そこで、ハンブルク駐在領事の忠告もあり、オランダから、ベルギー、ロンドン経由で帰国する。
1914年（大正3年）末に帰国し、1916年（大正5年）鉄道院技師に復帰する。帰国早々、まず東京ー万世橋間の高架鉄道設計に着手し、日本初の鉄筋コンクリート高架橋を建設させる。
1920年（大正9年）には「鉄筋混凝土緊定桓構の理論及其実験に関する研究」で日本で工学博士の学位をとり、以来コンクリート博士と呼ばれるようになる。
大阪市内の環状高架線も含めた国鉄高架線や南海、近鉄など私鉄高架線の設計も委嘱される。同年3月、鉄道院を辞し、阿部事務所を開設。以後鉄筋コンクリートの研究と実験を行うとともに小林一三をパトロンに、梅田阪急ビルをはじめ、十三～梅田間および王子公園～神戸三宮間の鉄道高架橋、日比谷における東宝の劇場群の設計を行った。
1923年から官立横浜高等工業学校（現・横浜国立大学都市科学部）講師。1929年開港の混擬土専修学校（現在の浅野工学専門学校）設立に尽力し、1934年まで同校教授と学校長を務める。その他、また竹中土木の初代社長、東洋セメント（現住友大阪セメント株式会社）、海外の土木興行会社の社長など企業の要職を務める。
戦後は小林一三についで戦災復興院（現国土交通省）の第2代総裁、建設院総務長官（建設事務次官）などを歴任。1947年3月4日、貴族院勅選議員に任じられ、同年5月2日の貴族院廃止まで在任した。
1949年、特別調達庁長官。
1951年（昭和26年）7月　株式会社阿部設計事務所設立。
1964年春の叙勲で勲二等瑞宝章。
1960年（昭和35年)全国住宅協会公社会長。翌年、首都圏不燃建築公社会長。
アパートの鉄筋コンクリート構造化を進言し早速1947年に東京都営高輪アパートが鉄筋コンクリート造で建設され、以降不燃構造公営住宅の理論が確立する。
1965年（昭和40年）2月20日逝去。墓所は多磨霊園。出生地の一関市には「工学博士阿部美樹志顕彰碑」が建てられている。

## 主な作品
*現況欄の✕は現存せず
| 建造物名                                             | 年                 | 画像 | 所在地               | 現況 | 備考                                                   |
| ---------------------------------------------------- | ------------------ | ---- | -------------------- | ---- | ------------------------------------------------------ |
| 西日本鉄道貝塚線名島川橋梁                           | 1924年（大正13年） |      | 福岡県福岡市         |      | 土木学会選奨土木遺産                                   |
| 中央大学駿河台校舎                                   | 1926年（大正15年） |      | 東京都千代田区       | ×    |                                                        |
| 梅田阪急ビル（第一期）                               | 1929年（昭和4年）  |      | 大阪府大阪市         | ×    | 阪急百貨店梅田本店                                     |
| 日比谷映画劇場                                       | 1934年（昭和9年）  |      | 東京都千代田区有楽町 | ×    |                                                        |
| 有楽座                                               | 1935年（昭和10年） |      | 東京都千代田区有楽町 | ×    |                                                        |
| 阪急電鉄神戸市内線高架橋（王子公園駅－神戸三宮駅間） | 1936年（昭和11年） |      | 兵庫県神戸市         |      | 土木学会選奨土木遺産                                   |
| 神戸三宮阪急ビル                                     | 1936年（昭和11年） |      | 兵庫県神戸市         | ×    | 阪急三宮駅・阪急会館、写真は阪神・淡路大震災での被災時 |
| 阪急西宮球場                                         | 1937年（昭和12年） |      | 兵庫県西宮市         | ×    |                                                        |
| 佐賀県庁舎本館                                       | 1950年（昭和25年） |      | 佐賀県佐賀市         |      | 現・旧館                                               |

その他の作品に、旧精工舎東京工場、沖電気工業本社屋、外濠アーチ橋、明治製菓旧戸畑工場、内外ビルディング、東洋ビルヂング、東京建物ビル、一関町役場庁舎（1932年）、岩手県立一関第一高等学校校舎（1960年）などがある。

## 主要著作
- 阿部美樹志『鐵筋混凝土工學 : 全』（訂正増補第13版）阿部美樹志, 丸善 (発売)、1924年。doi:10.11501/1184606。全国書誌番号:21341801。